# IRB Nations Cup 2008
La IRB Nations Cup 2008 fu la 3ª edizione della Nations Cup, competizione internazionale organizzata dall'International Rugby Board al fine di favorire la crescita delle federazioni di secondo livello tramite l'incontro con le nazionali "A" di quelle di primo livello.
Si svolse tra l'11 e il 20 giugno 2008 a Bucarest fra sei squadre: le rappresentative A di Italia e Sudafrica e le nazionali maggiori di Romania (Paese organizzatore), Georgia, Russia e Uruguay.
Fu la seconda di dieci edizioni consecutive a tenersi in Romania, e vide la vittoria finale del Sudafrica A che bissò il successo dell'edizione precedente.

## Formula
Dovendo il torneo essere contenuto in tre giornate, ciascuna delle sei squadre incontrò solo tre delle altre cinque avversarie.
La classifica finale fu stilata secondo i risultati di tali tre incontri.
Il punteggio adottato fu quello dell'emisfero sud, quindi 4 punti per la vittoria, 2 per il pareggio, 0 per la sconfitta più gli eventuali bonus per quattro mete realizzate e/o la sconfitta con sette o meno punti di scarto.

## Squadre partecipanti
- Georgia
- Italia A
- Romania
- Russia
- Sudafrica A (Emerging South Africa)
- Uruguay

## Risultati

### 1ª giornata
| Arbitro: | Radu Petrescu |

|                                                                      |      |                          |
| Pietrosanti 10’ Galante 20’ Sepe 43’ Derbyshire 63’ Giovanchelli 74’ | mt   | 26’ Marčenko 60’ Chrokin |
| Buso 20’, 63’                                                        | tr   | 60’ Januškin             |
| Buso 14’, 30’, 47’                                                   | c.p. | 70’ Januškin             |

| Arbitro: | Alan Falzone |

|                 |      |               |
| Noble 49’       | mt   |               |
| Dollie 27’, 46’ | c.p. | 37’ Barkalaia |

| Arbitro: | Pro Legoete |

|                         |      |              |
|                         | mt   | 3’ Corodeanu |
|                         | tr   | 3’ Vlaicu    |
| Arocena 47’ Caffera 76’ | c.p. | 17’ Vlaicu   |

### 2ª giornata
| Arbitro: | Radu Petrescu |

|                          |      |                                      |
| Nemsadze 7’ Gasviani 44’ | mt   |                                      |
| Malaguradze 7’, 44’      | tr   |                                      |
| Malaguradze 55’, 56’     | c.p. | 21’, 29’, 39’, 50’, 58’, 59’ Arocena |

| Arbitro: | Jérôme Garcès |

|                         |      |                     |
| Sbaraglini 78’          | mt   | 30’ Waka 50’ Jansen |
| Duca 78’                | tr   | 30’, 50’ Dollie     |
| Buso 42’, 47’, 54’, 63’ | c.p. | 2’, 64’ Dollie      |

| Arbitro: | Alan Falzone |

|                  |      |                             |
| Tașcă 68’        | mt   |                             |
| Dumbravă 68’     | tr   |                             |
| Dumbravă 9’, 40’ | c.p. | 5’, 36’, 49’, 57’ Janjuškin |

### 3ª giornata
| Arbitro: | Radu Petrescu |

|                         |      |                       |
| Volkov 37’              | mt   | 75’ tecnica 80’ Conti |
| Janjuškin 37’           | tr   | 75’, 80’ Arocena      |
| Janjuškin 39’, 60’, 70’ | c.p. | 14’, 30’, 45’ Arocena |
| Janjuškin 55’           | drop |                       |

| Arbitro: | Pro Legoete |

|          |      |                                           |
|          | mt   | 1’ Gasviani 40’ Gundishvili 78’ Tsiklauri |
|          | tr   | 40’ Malaguradze 78’ Uchava                |
| Duca 20’ | c.p. | 13’, 63’ Malaguradze                      |

| Arbitro: | Alan Falzone |

|                                   |      |                         |
| Basson 27’ Noble 51’ Jenneker 77’ | mt   | 26’ Corodeanu           |
| Newman 27’, 51’                   | tr   | 26’ Dimofte             |
| Newman 22’, 38’                   | c.p. | 2’ Dumbravă 33’ Dimofte |

## Classifica
|  | Squadre     | G | V | N | P | PF | PS | P±  | B | PT |
|  | ----------- | - | - | - | - | -- | -- | --- | - | -- |
|  | Sudafrica A | 3 | 3 | 0 | 0 | 56 | 35 | +21 | 2 | 12 |
|  | Georgia     | 3 | 2 | 0 | 1 | 48 | 32 | +16 | 0 | 8  |
|  | Romania     | 3 | 2 | 0 | 1 | 36 | 43 | -7  | 0 | 8  |
|  | Italia A    | 3 | 1 | 0 | 2 | 60 | 60 | 0   | 2 | 6  |
|  | Uruguay     | 3 | 1 | 0 | 2 | 47 | 49 | -2  | 2 | 6  |
|  | Russia      | 3 | 0 | 0 | 3 | 46 | 74 | -28 | 2 | 2  |